# Hélène Berr
Hélène Berr (Parigi, 27 marzo 1921 – Bergen-Belsen, primi di aprile 1945) fu una giovane scrittrice ebrea francese, vittima dell'Olocausto, autrice di una cronaca della sua vita nel periodo dell'occupazione nazista di Parigi. Deportata, morì nel campo di concentramento di Bergen-Belsen.

## Biografia

### La famiglia e la giovinezza
Hélène Maxime Camille Berr nacque il 27 marzo 1921 nel IV arrondissement di Parigi. Era figlia di Raymond Berr (1888-1944), viceamministratore delegato degli stabilimenti Kuhlmann, deportato con lo stesso convoglio, il 27 marzo 1944, “convoglio n. 70”, e di Antoinette Rodrigues-Ély (1891-1944), anche lei deportata nel medesimo convoglio.
Gli altri figli della coppia furono Jacqueline (1915-1921), morta bambina di scarlattina, Yvonne (1917-2001), Denise (1919-2011) e Jacques (1922-1998).
Hélène compì gli studi secondari nell'Istituto Boutet de Monvel e ottenne, con il massimo dei voti, il diploma di maturità in latino e lingue nel giugno 1937 e di filosofia nel 1938.
Studentessa alla Sorbona, dove lavorò come bibliotecaria volontaria, conseguì il diploma universitario di inglese (1940-1941) e poi la laurea in lingua e letteratura inglese (giugno 1942) con una tesi su L'interpretazione della storia romana in Shakespeare (voto 18/20 e menzione ottimo). Nell'ottobre dello stesso anno, esclusa a causa delle leggi antisemite del regime di Vichy dal concorso per l'insegnamento, progettò una tesi di dottorato in lettere sull'influenza dell'ispirazione ellenica in Keats.
Era fidanzata con Jean Morawiecki, conosciuto all'università, che partì per l'Africa, attraverso la Spagna, per raggiungere le Forze francesi libere e che in seguito sbarcherà in Provenza nell'agosto 1944 e si troverà in Germania nel 1945, con le forze di Occupazione alleate.
Hélène amava leggere e suonare il violino, che studiava con Hélène Jourdan-Morchange, amica intima di Maurice Ravel.
Operatrice dell'Union générale des israélites de France (UGIF), entrò in contatto con molte famiglie di deportati, prima di venire lei stessa deportata, insieme ai genitori, l'8 marzo 1944.

### Arresto, deportazione, morte
Hélène Berr fu arrestata con i genitori nella loro casa al numero 5 di Avenue Élisée-Reclus, nel VII arrondissement di Parigi, l'8 marzo 1944, all'alba. Fu detenuta nel campo di Drancy, poi deportata ad Auschwitz con il padre e la madre il 27 marzo 1944, giorno del suo ventitreesimo compleanno. Di fronte all'avanzata sovietica, fu evacuata da Auschwitz il 31 ottobre e giunse al campo di Bergen-Belsen il 3 novembre, dove contrasse il tifo.
Una mattina, troppo malata per alzarsi per l'appello, fu picchiata a morte da una guardia, pochi giorni prima della liberazione del campo da parte delle truppe britanniche, il 10 aprile 1945.

## Il diario
Hélène scrisse un diario dal 7 aprile 1942 al 15 febbraio 1944, con un'interruzione dal 28 novembre 1942 al 25 agosto 1943. Nel diario racconta la sua vita, insieme a quella dei familiari e degli amici, durante l'occupazione nazista di Parigi, con particolare attenzione alle restrizioni e alle crudeltà cui erano sottoposti gli ebrei. Fu pubblicato nel 2008.

### Edizioni del Diario di Hélène Berr
- Hélène Berr, Journal: 1942-1944, Paris: Tallandier, 2008.
  - Ed. inglese: The Journal of Hélène Berr (trad. di David Bellos), New York: Weinstein Books, 2008.
  - Ed. olandese: Oorlogsdagboek: 1942-1944 (trad. di Marianne Kaas), Breda: De Geus, 2009.
  - Ed. tedesca: Pariser Tagebuch: 1942-1944 (trad. di Elisabeth Edl), München: Hanser, Carl, 2009.
  - Ed. spagnola: Diario: 1942-1944 (trad. di Jaime Zulaika), Barcelona: Anagrama, 2009.
  - Ed. giapponese: エレーヌ・ベールの日記 (trad . di Yūki Takahata), Tokyo: Iwanamishoten, 2009.
  - Ed. catalana: Diari 1942-1944 (trad. di Marta Roigé), Barcelona: Empuries,  Anagrama, 2009.
  - Ed. slovena: Dnevnik: 1942-1944 (trad. di Jana Zidar), Tržič: Učila International, 2009.
  - Ed. ungherese: Hélène Berr naplója, 1942-1944, Budapest: Magvető, 2009.
  - Ed. greca: Ημερολόγιο 1942 - 1944, 2009.
  - Ed. svedese: Ingen kommer att tro mig (trad. di Cecilia Franklin), Stockholm: Bonnier, 2009
  - Ed. cinese: 海琳日记, 1942-1944 (trad. di Kong Qian), Beijing: Zuo jia chu ban she, 2009.
  - Ed. ceca: Deník: deník židovské dívky v okupované Francii, 1942-1944 (trad. di Věra Dvořáková), Praha: Vyšehrad, 2009.
  - Ed. italiana: Il diario di Hélène Berr (trad. di Leonella Prato Caruso, prefazione di Patrick Modiano), Milano: Frassinelli, 2009.